# Fimbrios klossi
Espèce
Statut de conservation UICN

 LC  : Préoccupation mineure
Fimbrios klossi est une espèce de serpents de la famille des Xenodermatidae.

## Répartition
Cette espèce se rencontre au Viêt Nam et au Cambodge. Elle est présente entre 580 et 1 500 m d'altitude.

## Description
L'holotype de Fimbrios klossi mesure 395 mm dont 50 mm pour la queue. Cette espèce a le dos gris foncé et la face ventrale blanche.

## Étymologie
Son nom d'espèce lui a été donné en l'honneur de Cecil Boden Kloss (1877-1949), directeur du Raffles Museum à Singapour entre 1923 et 1932.

## Publication originale
- Smith, 1921 : New or little-known Reptiles and Batrachians from Southern Annam (Indochina). Proceedings of the Zoological Society of London, vol. 1921, p. 423-440 (texte intégral).